# Saint-André-de-Roquelongue
Saint-André-de-Roquelongue é uma comuna francesa na região administrativa de Occitânia, no departamento de Aude. Estende-se por uma área de 30,81 km². Em 2010 a comuna tinha 1 396 habitantes (densidade: 45,3 hab./km²).